# Ressentiment
El ressentiment (pronunciación en francés: /rəsɑ̃timɑ̃/), en filosofía y psicología, es una de las formas de resentimiento u hostilidad. Es la palabra francesa para resentimiento (del prefijo de intensidad re- y sentir: experimentar una impresión, placer o dolor espiritual). El ressentiment es un sentimiento de hostilidad dirigido a lo que la persona identifica como la causa de su frustración, es decir, una transferencia de la culpa de su propia frustración. El sentimiento de debilidad o inferioridad y quizás envidia frente a la "causa" genera un sistema valórico de justificación y rechazo, o moral, que ataca o rechaza la causa percibida de su propia frustración. El yo crea un enemigo para protegerse a sí mismo de la culpa.

## Historia
El ressentiment fue originalmente introducido en el siglo XIX como un término filosófico-psicologíco por el filósofo Søren Kierkegaard. Posteriormente Friedrich Nietzsche desarrolló el concepto independientemente; Walter Kaufmann atribuye a Nietzsche su uso debido en parte a la ausencia de un término equivalente en alemán y sostiene que dicha ausencia por sí sola "sería suficiente excusa para Nietzsche", si bien no para un traductor. El término llegó a convertirse en un punto clave en sus ideas relativas a la psicología de los nobles y los siervos (desarrolladas en Más allá del bien y del mal) y el consecuente nacimiento de sus morales. Su primer uso por Nietzsche y su desarrollo principal fue escrito en su libro La genealogía de la moral. Ressentiment fue traducido como envidia (envy) por Howard V. Hong en el libro de Kierkegaard Two Ages: A Literary Review.
El término también fue expuesto por Max Scheler en su libro Ressentiment, publicado en 1912 y luego censurado por el régimen nazi. Actualmente tiene una gran importancia y es ampliamente usado en la psicología y el existencialismo, considerado como una fuerza eficaz para la creación de identidades, armazones morales y sistemas valóricos.